# Umberto Ferrigni
Umberto Coccoluto Ferrigni, noto anche con lo pseudonimo di Yorickson (Firenze, 1866 – Parigi, 1932), è stato un avvocato, giornalista e commediografo italiano.

## Biografia
Umberto Ferrigni era figlio di Pietro Coccoluto Ferrigni e di sua moglie Alessandrina Zoubkov. Laureatosi in Giurisprudenza all'Università La Sapienza di Roma, esercitò per alcuni anni la professione forense poi, assecondando la sua inclinazione polemica e seguendo le orme paterne, si diede al giornalismo.
Dopo la morte del padre, nel 1906, lo sostituì nella direzione de La domenica fiorentina, un giornale letterario-politico ebdomadario e, sempre nel 1906, assieme a «...un gruppo di liberali democratici desiderosi di creare un foglio popolare atto a soddisfare le persone di media cultura...» fondò Il Nuovo Giornaledi cui Giovanni Bistolfi fu il primo direttore fino al 1910.

Gli succedettero Averardo Borsi e, pochi mesi dopo, il figlio di quest'ultimo, Giosuè. La direzione passò quindi a Umberto Ferrigni ma, per crescenti difficoltà finanziarie, nel corso della prima guerra mondiale, il quotidiano fu rilevato e, nel 1927, definitivamente assorbito da La Nazione di Firenze.
Dopo questa cessione Umberto Ferrigni si trasferì a Parigi dove continuò la sua professione di giornalista firmandosi questa volta Fernand Rigny. Collaborò assiduamente con L'Avenir, Le Figaro e  La Liberté.
Come pure il fratello Mario, Umberto, che aveva ereditato dal padre la passione per il teatro, scrisse varie commedie:  Le prime armi del 1906, La scorciatoia del 1907, Colette del 1913, Il senno del poi, La ballerina, La regola, L'Assessore e molte altre ne tradusse dal francese inoltre, in varie stagioni della sua vita, fu anche autore di testi narrativi e libelli polemici.

Morì a Parigi, dove ormai viveva stabilmente, nel 1932.

## Opere
- Yorickson (Umberto Ferrigni), Da Firenze a Firenze - Racconto di un viaggio, Firenze, Il Nuovo Giornale, 1909.
- Yorickson (Umberto Ferrigni), Birillino e la guerra europea - 1: Il motivo per cui - Dal delitto di Serajevo alla dichiarazione della neutralità italiana, Firenze, R. Bemporad & figlio, 1917.
- Yorickson (Umberto Ferrigni), Birillino e la guerra europea - 2: L'invasione del Belgio e la difesa di Parigi, Firenze, R. Bemporad & figlio, 1917.
- Yorickson (Umberto Ferrigni), Birillino e la guerra europea - 3: Sulle due fronti, Firenze, R. Bemporad & figlio, 1917.
- Yorickson (Umberto Ferrigni), Birillino e la guerra europea - 4: L'Italia alla riscossa, Firenze, R. Bemporad & figlio, 1917.
- Yorickson (Umberto Ferrigni), Birillino e la guerra europea - 5: Intorno alla guerra, Firenze, R. Bemporad & figlio, 1917.
- Yorickson (Umberto Ferrigni), Birillino e la guerra europea - 6: Il martirio di un popolo, Firenze, R. Bemporad & figlio, 1918.
- Yorickson (Umberto Ferrigni), Birillino e la guerra europea - 7: La seconda grande offensiva, Firenze, R. Bemporad & figlio, 1918.
- Yorickson (Umberto Ferrigni), Birillino e la guerra europea - 8: Dai Vosgi alle Alpi, Firenze, R. Bemporad & figlio, 1918.

Teatro - commedie
- Yorickson (Umberto Ferrigni), Le prime armi, Firenze, Tipografia di M. Ricci, 1906.
- Yorickson (Umberto Ferrigni), La scorciatoia, Firenze, Tipografia di M. Ricci, 1907.
- Yorickson (Umberto Ferrigni), Il senno del poi, (s.d.).
- Yorickson (Umberto Ferrigni), La ballerina, (s.d.).
- Yorickson (Umberto Ferrigni), La regola, (s.d.).
- Yorickson (Umberto Ferrigni), L'assessore, (s.d.).